# Les Landes-Genusson
Les Landes-Genusson – miejscowość i gmina we Francji, w regionie Kraj Loary, w departamencie Wandea.
Według danych na rok 1990 gminę zamieszkiwały 2004 osoby, a gęstość zaludnienia wynosiła 64 osób/km² (wśród 1504 gmin Kraju Loary Les Landes-Genusson plasuje się na 294. miejscu pod względem liczby ludności, natomiast pod względem powierzchni na miejscu 268.).